# Estación de Us
La estación de Us es una estación ferroviaria francesa situada en la comuna homónima, en el departamento de Valle del Oise, al noroeste de París. Pertenece a la línea J del Transilien.

## Historia
Fue inaugurada entre 1868 y 1873 con la apertura del primer tramo de la línea Pontoise - Dieppe. 
Desde 1999, está integrada en la línea J del Transilien.

## Descripción
La estación se encuentra a unos 40 kilómetros al noroeste de París. Se ubica en una zona rural poco transitada, de hecho su afluencia no superaba los 500 pasajeros diarios en el año 2004. Su edificio principal, de diseño clásico, se compone de dos plantas, con dos pequeños anexos laterales y un frontón de reducidas dimensiones adornando el centro del segundo piso.
Posee únicamente dos andenes laterales y dos vías. Las mismas, sólo pueden cruzarse a nivel, ya que no existen pasos subterráneos, aun así, un sistema de semáforos avisa del paso de los trenes. La estación, aún conserva su antigua señalización.     

## Servicios ferroviarios
Los trenes de la línea J del Transilien circulan a razón de un tren cada 2 horas, elevándose a uno cada 20 minutos en hora punta.